# Rosiaite
La rosiaite è un minerale.